# 반대파 좌파
반대파 좌파(이탈리아어: Sinistra dissidente)는 19세기 말 이탈리아 정계에서 수십년간 존속되어 왔던 진보주의, 급진주의 성향의 의원 정파였다. 다섯 명의 지도자가 주도했다는 점에서 오두정치파 (이탈리아어: La Pentarchia)라고도 불렸다.
반대파 좌파는 내셔널리즘과 진보주의에 입각한 국내 정책, 팽창주의와 친독일주의에 따른 외교 정책, 그리고 보호무역주의에 따른 경제 정책을 지지했다. 이들 정책은 대부분 1890년대 프란체스코 크리스피가 이탈리아 총리에 임명되면서 실현되었다.

## 역사
반대파 좌파는 1880년 이탈리아 의회를 양분하던 좌익 성향의 역사적 좌파 진영과 아고스티노 데프레티스 총리가 내세우던 변혁주의 (트라스포르미스모) 정치에 반대하면서 출현하였다. 변혁주의란 부패가 만연하던 이탈리아 정계에서 우파 진영의 의원들을 포섭하기 위해 기회에 따라 얼마든지 정파를 바꿀 수 있음을 내세운 논리였다. 1880년 총선에서 반대파 좌파는 19.7%의 득표율과 의석 119석을 확보하며 원내 제3정파로 떠올랐다.
반대파 좌파는 프란체스코 크리스피가 주도하고 주세페 차나르델리, 베네데토 카이롤리, 조반니 니코테라, 아고스티노 말리아니, 알프레도 베카리니, 가브리엘레 단눈치오 등으로 지도부가 꾸려졌다. 첫 총선 이후 2년만인 1882년 이탈리아 총선에서 100석이 줄어들었고, 1886년 이탈리아 총선을 끝으로 1887년 좌파로 재통합했다.

## 선거 결과
| 대의회    |              |      |           |     |                   |
| 선거 연도 | 득표수       | %    | 의석      | +/− | 지도자            |
| 1880년    | 70,479 (3rd) | 19.7 | 119 / 508 | –   | 주세페 차나르델리 |
| 1882년    | 45,282 (4th) | 3.7  | 19 / 508  | 100 | 주세페 차나르델리 |
| 1886년    | 71,632 (4th) | 5.1  | 26 / 508  | 7   | 주세페 차나르델리 |